# Unione Sportiva Rivarolese 1946-1947
Questa voce raccoglie le informazioni riguardanti l'Unione Sportiva Rivarolese nelle competizioni ufficiali della stagione 1946-1947.

## Stagione
In questa stagione la Rivarolese si classificò terza alle spalle di Sanremese ed Entella.
Qui di seguito riportiamo 3 incontri, tratti da 'Il Lavoro'.

### Rivarolese - Speranza 2-1
Un vento impetuosissimo con contorno di pioggia e grandine, ha salutato la prima partita di serie C, svoltasi in anticipo ieri alla Torbella, presente un pubblico numerosissimo.
Rivarolese e Speranza hanno dato vita ad un acceso confronto che ha avuto quale protagonista il vento, dal quale i rossoneri hanno saputo trarre maggiore vantaggio, riuscendo a distanziare nel primo tempo gli avversari con una rete segnata da Torre al 16'. Nella ripreso lo Speranza, a corto di allenamento ed in difficoltà sul terreno pantanoso, non sapeva trarre profitto dei favori di Eolo; anzi subiva ad opera di Piano (21') la seconda rete.
Al 1' dalla fine con Schiappapietra gli ospiti riuscivano ad accorciare la distanza. Otto calci d'angolo per i savonesi, sei per i padroni di casa. Ottimo arbitro: Beccaria di Torino.

### Rivarolese - Lavagnese 3-0
Chi fermerà il manipolo della Rivarolese? Ecco l'interrogativo al quale moltissimi non riusciranno a rispondere ancora per qualche tempo. Difatti per gli amatori delle statistiche, va notato che l'ultima battuta d'arresto dei rossoneri porta la data del 25 febbraio, a Savona dove la Speranza vinse con un secco 3-0. Da allora gli avvoltoi non hanno conosciuto più l'onta della sconfitta. Anche ieri essi hanno confermato, di fronte ad un pubblico numeroso, il loro crescente grado di efficienza. Dopo i primi 45' giocati senza eccessive preoccupazioni, nella ripresa i rivarolesi hanno stretto i tempi; al 6' Torre su azione in linea scoccava un tiro che finiva in fondo al sacco. Il Lavagna non si dava per vinto e la bravura di quel volpone di Gatti sventava sul nascere le velleità di riscossa degli ospiti. Non erano trascorsi che dieci minuti, quando Cagna, riprendendo una punizione battuta dalla bandierina, metteva a segno il secondo pallone. Rabbiosa reazione dei lavagnesi, ma senza costrutto, finché alla mezz'ora terza ed ultima rete ad opera dell'intraprendente ala sinistra Paci. Partita corretta da ambo le parti guidata assai bene dall'arbitro Parego di Milano.

### Rivarolese - Rapallo 1-1
Sotto una pioggia che non ha cessato un attimo i giocatori della Rivarolese e quelli del Rapallo hanno giocato ieri alla Torbella l'annunciato anticipo di Serie C. Due tempi di gioco segnatamente diversi: il primo a favore degli ospiti che al 5' con Rebagliati hanno violato la rete di Caburri, dominando largamente i padroni di casa, che però al 44', su capovolgimento di fronte, con Borchi hanno raggiunto gli avversari. La ripresa vedeva la prevalenza dei rivarolesi, ma senza costrutto. Al 21' Borchi calciava fuori la palla a porta vuota.
Le squadre:

## Organigramma societario
- Allenatore: Balbi

## Rosa
| N. |                   | Ruolo | Calciatore |
| -- | ----------------- | ----- | ---------- |
|    | Italia (bandiera) | P     | Delfino    |
|    | Italia (bandiera) | P     | Caburri    |
|    | Italia (bandiera) | P     | Dolente    |
|    | Italia (bandiera) | D     | Avellani   |
|    | Italia (bandiera) | D     | Gatti      |
|    | Italia (bandiera) | D     | Costacurta |
|    | Italia (bandiera) | D     | Guglielmi  |
|    | Italia (bandiera) | D     | Meda       |
|    | Italia (bandiera) | C     | Cutillo    |
|    | Italia (bandiera) | C     | Borchi     |

| N. |                   | Ruolo | Calciatore |
| -- | ----------------- | ----- | ---------- |
|    | Italia (bandiera) | C     | Marcenaro  |
|    | Italia (bandiera) | C     | Tabacchi   |
|    | Italia (bandiera) | C     | Piano      |
|    | Italia (bandiera) | C     | Cagna      |
|    | Italia (bandiera) | C     | Pedemonte  |
|    | Italia (bandiera) | C     | Castello   |
|    | Italia (bandiera) | A     | Pisano     |
|    | Italia (bandiera) | A     | Torre      |
|    | Italia (bandiera) | A     | Casali     |
|    | Italia (bandiera) | A     | Paci       |

## Risultati

### Serie C

#### Girone di andata
| - - 1ª giornata                                                          | Rivarolese | 2 – 1              | Speranza |  |
| \| \| \| \| \| Torre 16’ Piano 66’ \| Marcatori \| Schiappapietra 89’ \| |            |                    |          |  |
|                                                                          |            |                    |          |  |
| Torre 16’ Piano 66’                                                      | Marcatori  | Schiappapietra 89’ |          |  |

| - - 2ª giornata | Rivarolese | 2 – 1 | Vado |  |

| - - 3ª giornata | Imperia | 3 – 2 | Rivarolese |  |

| - - 4ª giornata | Cairese | 2 – 1 | Rivarolese |  |

| - - 5ª giornata | Rivarolese | 4 – 1 | Tigullio |  |

| - - 6ª giornata | Alassio | 3 – 0 | Rivarolese |  |

| - - 7ª giornata | Rapallo | 1 – 0 | Rivarolese |  |

| - - 8ª giornata | Rivarolese | 4 – 0 | Intemelia |  |

| - - 9ª giornata | Ausonia | 3 – 3 | Rivarolese |  |

| - - 10ª giornata                                               | Rivarolese | 3 – 0 | Lavagnese |  |
| \| \| \| \| \| Torre 51’ Cagna 61’ Paci 75’ \| Marcatori \| \| |            |       |           |  |
|                                                                |            |       |           |  |
| Torre 51’ Cagna 61’ Paci 75’                                   | Marcatori  |       |           |  |

| - - 11ª giornata | Rivarolese | 2 – 0 | Pontedecimo |  |

| - - 12ª giornata | Bolzanetese | 0 – 2 | Rivarolese |  |

| - - 13ª giornata | Rivarolese | 1 – 0 | Corniglianese |  |

| - - 14ª giornata | Sarzanese | 1 – 1 | Rivarolese |  |

| - - 15ª giornata | Rivarolese | 1 – 0 | Sestri Levante |  |

| - - 16ª giornata | Entella | 1 – 0 | Rivarolese |  |

| - - 17ª giornata | Rivarolese | 2 – 0 | Albenga |  |

| - - 18ª giornata | Varazze | 1 – 1 | Rivarolese |  |

| - - 19ª giornata | Sanremese | 0 – 0 | Rivarolese |  |

#### Girone di ritorno
| - - 20ª giornata | Speranza | 3 – 0 | Rivarolese |  |

| - - 21ª giornata | Vado | 1 – 1 | Rivarolese |  |

| - - 22ª giornata | Rivarolese | 2 – 1 | Imperia |  |

| - - 23ª giornata | Rivarolese | 0 – 0 | Cairese |  |

| - - 24ª giornata | Tigullio | 0 – 0 | Rivarolese |  |

| - - 25ª giornata | Rivarolese | 3 – 1 | Alassio |  |

| - - 26ª giornata                                           | Rivarolese | 1 – 1         | Rapallo |  |
| \| \| \| \| \| Borchi 44’ \| Marcatori \| Rebagliati 5’ \| |            |               |         |  |
|                                                            |            |               |         |  |
| Borchi 44’                                                 | Marcatori  | Rebagliati 5’ |         |  |

| - - 27ª giornata | Intemelia | 1 – 1 | Rivarolese |  |

| - - 28ª giornata | Rivarolese | 3 – 0 | Ausonia |  |

| - - 29ª giornata | Lavagnese | 0 – 3 | Rivarolese |  |

| - - 30ª giornata | Pontedecimo | 0 – 0 | Rivarolese |  |

| - - 31ª giornata | Rivarolese | 1 – 0 | Bolzanetese |  |

| - - 32ª giornata | Corniglianese | 0 – 0 | Rivarolese |  |

| - - 33ª giornata | Rivarolese | 2 – 0 | Sarzanese |  |

| - - 34ª giornata | Sestri Levante | 1 – 0 | Rivarolese |  |

| - - 35ª giornata | Rivarolese | 2 – 0 | Entella |  |

| - - 36ª giornata | Albenga | 0 – 3 | Rivarolese |  |

| - - 37ª giornata | Rivarolese | 3 – 0 | Varazze |  |

| - - 38ª giornata | Rivarolese | 1 – 2 | Sanremese |  |

## Statistiche

### Statistiche di squadra
| Competizione | Punti | In casa | In casa | In casa | In casa | In casa | In casa | In trasferta | In trasferta | In trasferta | In trasferta | In trasferta | In trasferta | Totale | Totale | Totale | Totale | Totale | Totale | DR  |
| Competizione | Punti | G       | V       | N       | P       | Gf      | Gs      | G            | V            | N            | P            | Gf           | Gs           | G      | V      | N      | P      | Gf     | Gs     | DR  |
| ------------ | ----- | ------- | ------- | ------- | ------- | ------- | ------- | ------------ | ------------ | ------------ | ------------ | ------------ | ------------ | ------ | ------ | ------ | ------ | ------ | ------ | --- |
| Serie C      | 49    | 19      | 16      | 2       | 1       | 39      | 8       | 19           | 3            | 9            | 7            | 20           | 18           | 21     | 19     | 11     | 8      | 57     | 29     | +28 |
| Totale       |       | 19      | 16      | 2       | 1       | 39      | 8       | 19           | 3            | 9            | 7            | 20           | 18           | 38     | 19     | 11     | 8      | 57     | 29     | +28 |